# Diana Hardcastle

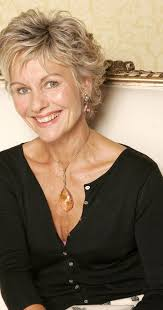

Diana Hardcastle Wilkinson (* 12. Juli 1949) ist eine englische Filmschauspielerin.

## Leben
Hardcastle wurde in England geboren und wuchs dort auch auf. Schon früh interessierte sie sich für die Schauspielerei. Zunehmende Bekanntheit erlangte sie für ihre Auftritte in Episoden der Krimireihen Inspector Barnaby, Inspector Lynley und Taggart. Zudem spielte sie wiederkehrende Rollen in den Serien First Among Equals und Fortunes of War. Ihr Schaffen umfasst mehr als drei Dutzend Produktionen für Film und Fernsehen.
Im Jahr 1988 heiratete Hardcastle Tom Wilkinson. 1989 kam ihre erste gemeinsame Tochter, Alice, zur Welt. Im Jahr 1992 erblickte dann ihre zweite Tochter, Molly, das Licht der Welt.

## Filmografie (Auswahl)
- 1982: East Lynne
- 1983: Reilly – Spion der Spione (Reilly: Ace of Spies, Fernsehserie, 1 Folge)
- 1984: Charlie (Fernsehserie, 1 Folge)
- 1984: The House
- 1987: Fortunes of War (Fernsehserie, 3 Folgen)
- 1993: Punchdrunk (Fernsehserie, 6 Folgen)
- 1997: Inspector Barnaby (Midsomer Murders, Fernsehserie, 1 Folge)
- 1997: Bugs – Die Spezialisten (Fernsehserie, 1 Folge)
- 2004: If Only
- 2004: Good Woman – Ein Sommer in Amalfi
- 2004: Rosemary & Thyme (Fernsehserie, 1 Folge)
- 2005: Chromophobia
- 2006: Inspector Lynley (The Inspector Lynley Mysteries, Fernsehserie, 1 Folge)
- 2010: Silent Witness (Fernsehserie, 2 Folgen)
- 2011: Die Kennedys (Fernsehserie, 8 Folgen)
- 2011: Best Exotic Marigold Hotel (The Best Exotic Marigold Hotel)
- 2012: Inspector Banks (DCI Banks, Fernsehserie, 1 Folge)
- 2015: Jenny’s Wedding
- 2016: The Boy
- 2017: Die Kennedys – After Camelot (Fernsehserie, 4 Folgen)
- 2020: Shakespeare & Hathaway – Private Investigators (Fernsehserie, 1 Folge)
- 2020: Belgravia – Zeit des Schicksals (Belgravia, Fernsehserie, 4 Folgen)